# Jvaneț, Camenița
Jvaneț (în ucraineană Жванець) este localitatea de reședință a comunei Jvaneț din raionul Camenița, regiunea Hmelnîțkîi, Ucraina.

## Demografie
Componența lingvistică a localității Jvaneț
     Ucraineană (96,93%)
     Rusă (2,55%)
     Alte limbi (0,53%)
Conform recensământului din 2001, majoritatea populației localității Jvaneț era vorbitoare de ucraineană (96,93%), existând în minoritate și vorbitori de rusă (2,55%).